# تحليل دلالي
التحليل الدلالي (semantic analysis)في علم اللسانيات، هو عملية ربط الهياكل النحوية، من مستويات الكلمات والعبارات والجمل والجمل والفقرات إلى مستوى الكتابة ككل، إلى معانيها المستقلة عن اللغة. كما يتضمن أيضًا إزالة الميزات الخاصة بسياقات لغوية وثقافية معينة، إلى الحد الذي يكون فيه مثل هذا المشروع ممكنًا. عناصر المصطلح والكلام المجازي، كونها ثقافية، غالبًا ما يتم تحويلها أيضًا إلى معاني ثابتة نسبيًا في التحليل الدلالي. علم الدلالة، على الرغم من ارتباطه بالتداوليات، يتميز بأن الأول يتعامل مع اختيار الكلمة أو الجملة في أي سياق معين، في حين أن البراغماتية تنظر إلى المعنى الفريد أو الخاص المشتق من السياق أو النغمة. للتكرار بمصطلحات مختلفة، فإن علم الدلالة يدور حول المعنى المشفر عالميًا، والبراغماتية، المعنى المشفر في الكلمات التي يتم تفسيرها بعد ذلك من قبل الجمهور.
يمكن أن يبدأ التحليل الدلالي بالعلاقة بين الكلمات الفردية. وهذا يتطلب فهم التسلسل الهرمي المعجمي، بما في ذلك التنويم وفرط المفردات، والميرونومي، وتعدد المعاني، والمرادفات، والمتضادات، والمتجانسات. ويتعلق أيضًا بمفاهيم مثل الدلالة (السيميائية) والتجميع، وهو مزيج معين من الكلمات التي يمكن أن تكون أو غالبًا ما تحيط بكلمة واحدة. يمكن أن يشمل ذلك التعابير والاستعارات والتشبيه، مثل "أبيض كالشبح".
مع توفر ما يكفي من المواد للتحليل، يمكن استخدام التحليل الدلالي لفهرسة وتتبع أسلوب الكتابة لمؤلفين محددين.